# Psi (album)
Psi – ósmy album studyjny polskiego rapera Eldo. Wydawnictwo ukazało się 9 grudnia 2016 roku nakładem oficyny My Music.
W nagraniach gościnnie udzielili się: Pelson, Green, DJ Te, Flojd oraz DJ Kaczy. Za produkcję utworów odpowiedzialni są: Voskovy, RAU, Tomaj, Johnny Beats, DJ B. oraz Quadeloope.
Album był promowany teledyskiem do utworu pt. „Włóczykij”.
Nagrania dotarły do 2. miejsca OLiS.

## Lista utworów
Źródło
1. „Gdy jestem sam” (prod. Voskovy)
2. „Folklor w opuszczonym mieście” (prod. RAU)
3. „A to pech” (prod. RAU)
4. „Kolory jesieni” (gościnnie: Pelson, Green, prod. Tomaj)
5. „Esteci” (gościnnie: DJ Te, prod. Tomaj)
6. „Klatka” (prod. Tomaj)
7. „Pan nikt” (prod. Tomaj)
8. „Złudzenia” (prod. Johnny Beats)
9. „Zostań” (prod. Tomaj)
10. „Chciałbym umieć” (gościnnie: Pelson, prod. DJ B)
11. „Włóczykij” (prod. Voskovy)
12. „Sparta” (gościnnie: Pelson, prod. Quadeloope)
13. „Gwiazdy” (prod. Tomaj)
14. „Nowy dzień” (gościnnie: Flojd, DJ Kaczy, prod. Johnny Beats)